# Leonid Stadnyk
Leonid Stepanovych Stadnyk (en ucraniano: Леонід Степанович Стадник; Podolyantsi, Raión de Chudniv, 5 de agosto de 1970 - ibídem, 24 de agosto de 2014) fue un veterinario ucraniano que aclamaba medir 2.57 m de estatura. Aunque nunca se llegó a comprobar lo dicho por él mismo. Sin embargo, existen fotografías las cusles sugieren que su estatura fue aproximadamente de 2.31 m. 
Pero su negativa a ser medido por los inspectores del citado libro según la nueva normativa de medición, más estricta, llevó a que se le retirara el honor en favor de Bao Xi Shun, el anterior poseedor del récord, el 20 de agosto de 2008. Fue un veterinario certificado y un cirujano veterinario, vivió con su madre en el poblado Podolyantsi, Ucrania. Pesaba alrededor de 200 kg (440 lb).
El crecimiento excesivo de Leonid comenzó después de que le realizaran una cirugía cerebral a la edad de 12 años. La cirugía fue hecha porque un tumor en la hipófisis le causó hidrocefalia. Este tumor causó que la glándula secretara grandes cantidades de hormona del crecimiento, resultando en lo que los médicos describen como un gigantismo acromegálico. Aunque en esa cirugía solo le drenaron el líquido cerebro-espinal acumulado. No se realizó la extracción del tumor.
Falleció el 24 de agosto de 2014 a consecuencia de una hemorragia cerebral.